# Paula Marcela Moreno
Paula Marcela Moreno, née le 11 novembre 1978 à Bogota, est une femme politique colombienne. Elle a notamment été ministre de la Culture sous la présidence d'Álvaro Uribe.